# Obchodní cesty
Obchodní cesty, které slouží pro obchod se zbožím, jsou součástí hospodářské geografie a jsou využívány v logistice, což je nauka, která se zabývá fyzickými toky zboží či jiných druhů zásob od dodavatele k odběrateli (zákazníkovi) a informačními toky s tím spojenými. Některé z těchto obchodních cest existují od nepaměti a staly se významnými nejen pro regionální obchod již v době bronzové. Jejich důležitá role je zřejmá z dodnes zachovaných historických zápisech. Časem se tyto obchodní cesty měnily, jejich množství se zvětšovalo a také se postupně modernizovaly. Obchodní cesty dnes tvoří jeden celek zahrnující všechny dopravní systémy, tedy nejen silnice a dálnice, ale i další, počínaje námořní dopravou a vodní dopravu po řekách a kanálech, přes železnice i letadla. Mezinárodní, částečně interkontinentální sítě jsou základem pro hospodářskou globalizaci.

## Počátky obchodních cest

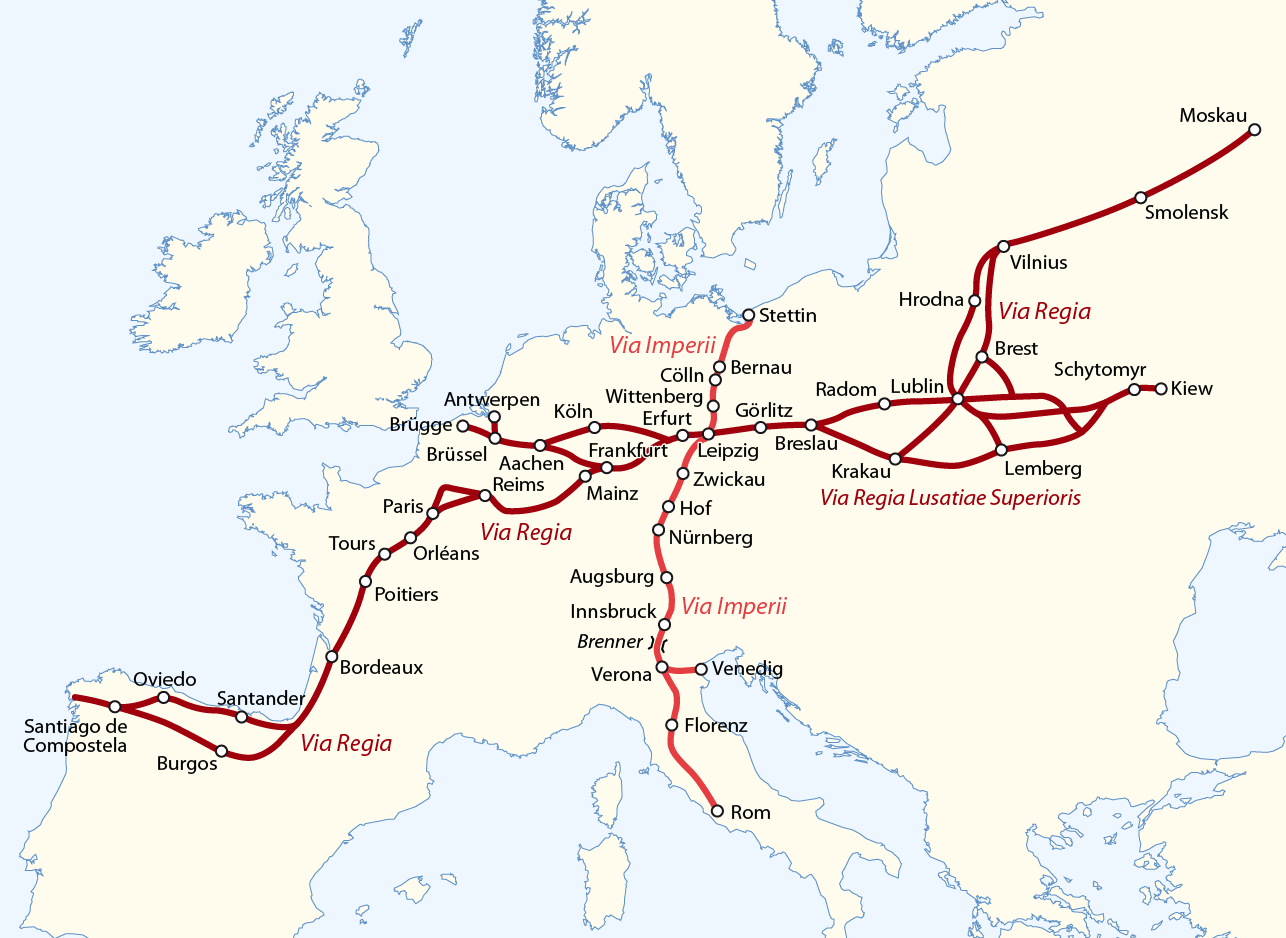
Via Imperii a Via Regia

Jedny z prvních obchodních cest jsou zmiňovány již v římských dějinách. V Evropě se jedná o cestu Via Regia, která vedla z Paříže do Novgorodu a Via Imperii, která vedla ze Štětína, (později až z Bergenu) do Říma. Křižovatkou těchto cest bylo Lipsko. Obě tyto cesty měly velký ekonomický význam, byly to silnice, které měly vynucená privilegia (povinné používání silnic), byly dobře rozvinuté a měly přidělené povinnostmi. Tyto vlastnosti měly všechny hlavní silnice Říše. Nejznámější je Via Appia, která byla jednou z nejdůležitějších silnic starověkého Říma. Její stavbu začal cenzor Appius Claudius Caecus v roce 312 př. n. l. po němž také nese jméno. Tato cesta začínala za městskými hradbami Říma a vedla v délce 195 km do města Capua v Kampánii, kde se napojovala na Via Latina. Mimořádný význam měly také obchodní cesty, které spojovaly Řím s oblastí na východě.

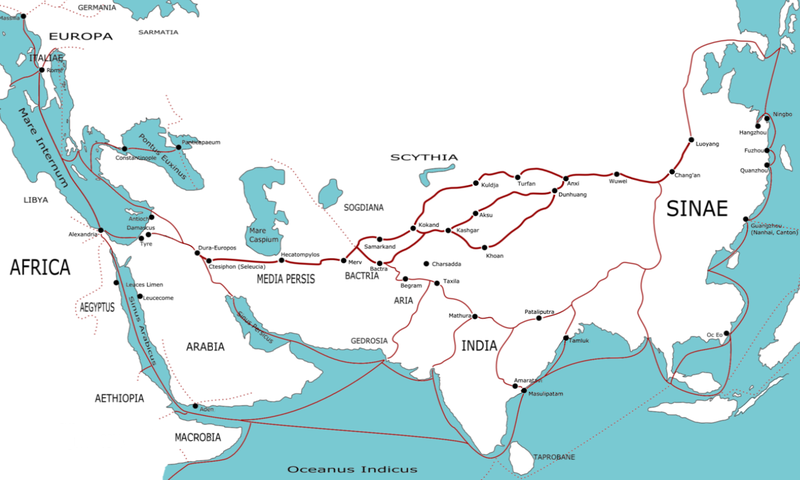
Spojení s Čínou - 1. století

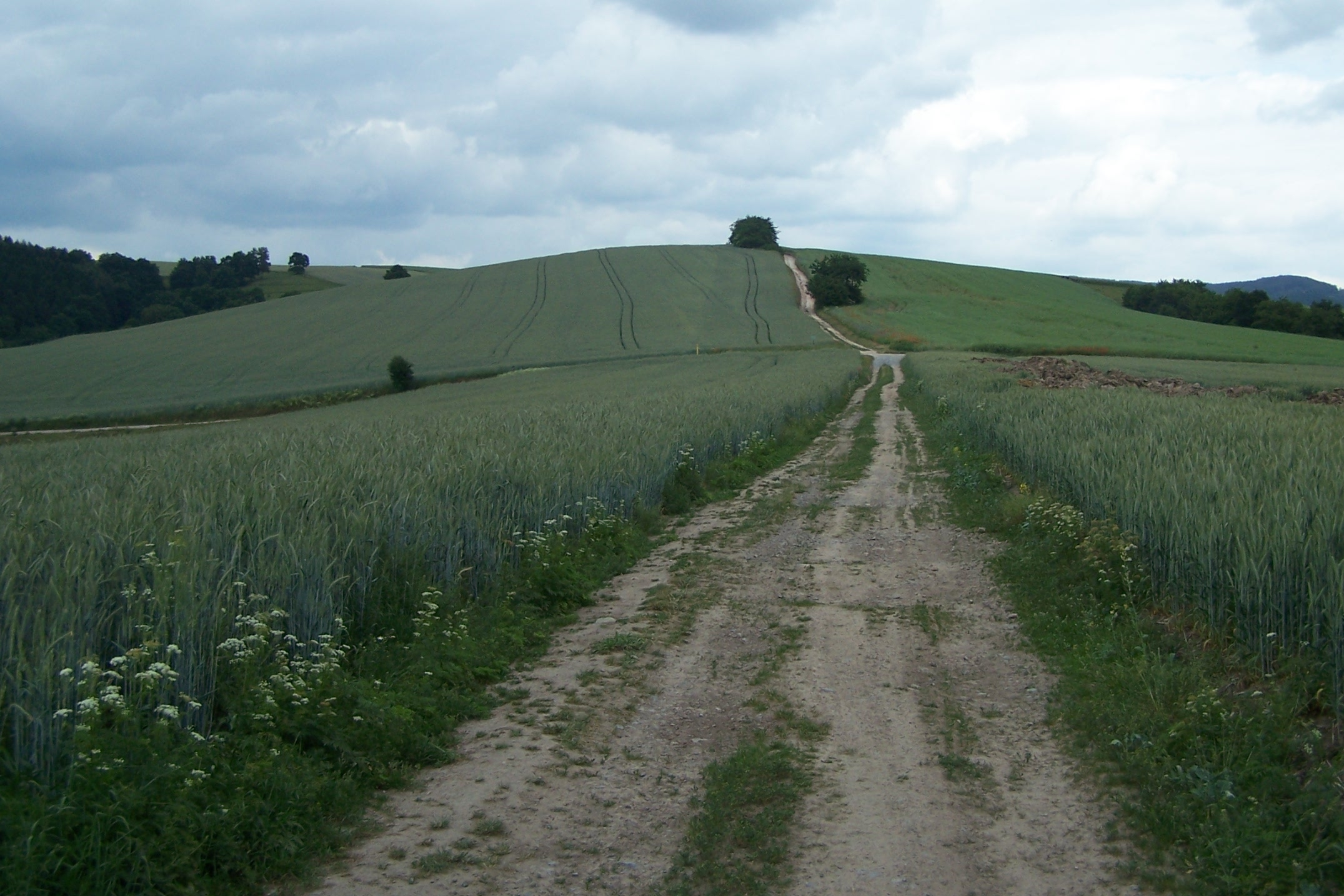
Polní cesta

Význam obchodu v tehdejší době ukazuje bůh Merkur, jehož jméno je odvozováno od latinského merx „zboží“. Ten pravděpodobně nepatřil mezi bohy uctívané v dobách počátku Říma. Jeho kult se objevuje od 5. století, kdy se začal významněji rozvíjet obchod. Později se Merkur objevuje při lectisterniu 399 př. n. l. společně s Neptunem a Ceres. Velkého významu dosáhl až za císaře Augusta, který se s ním srovnával.

## Obchodní cesty ve středověku

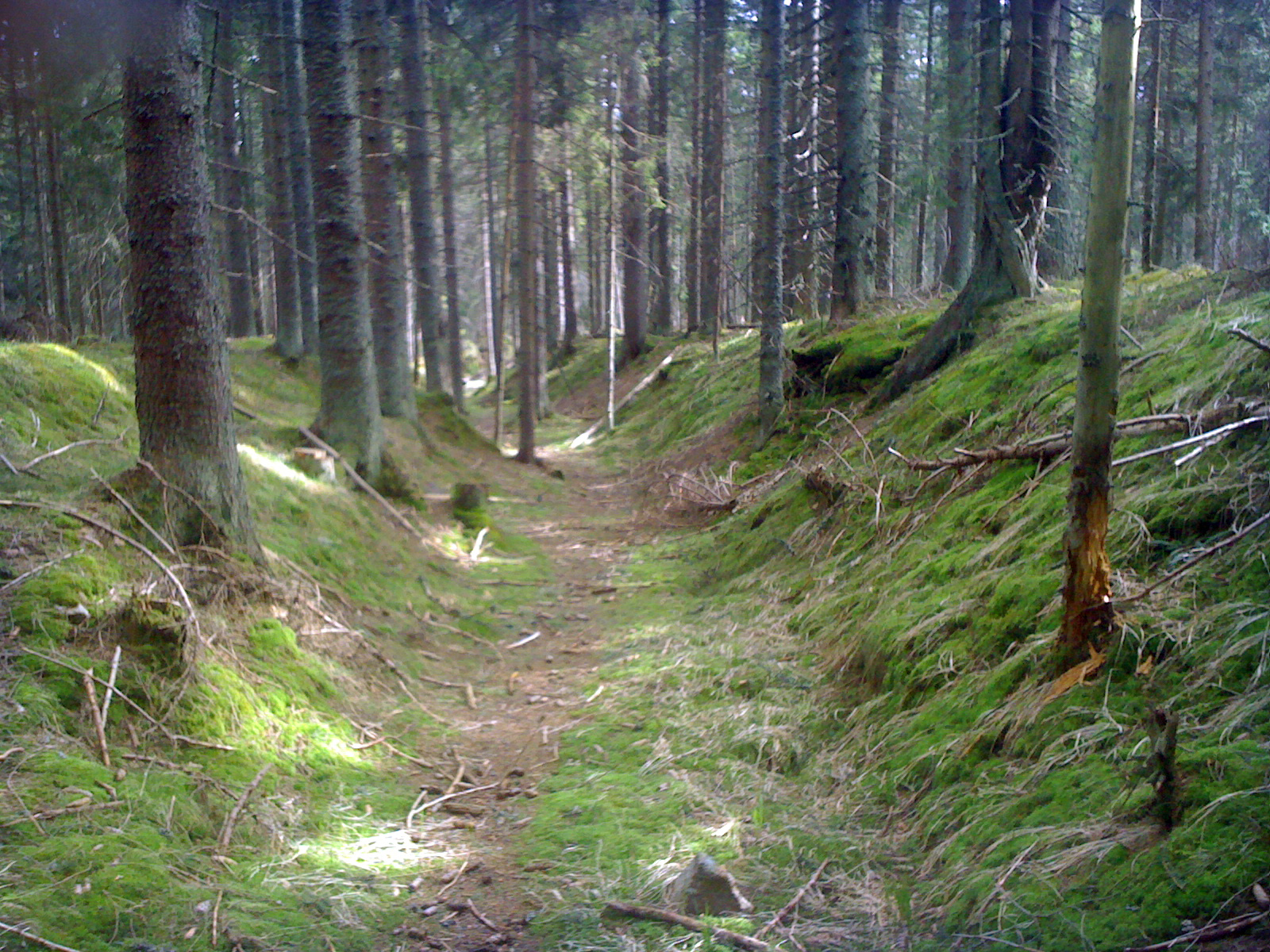
Lesní (Zlatá) stezka

Ve středověku (již v 11. až 12. století ) existovala rozsáhlá a zřetelná síť obchodních cest z východního pobřeží Číny do Anglie, cesty do Irska, Skandinávie, Španělska, k západnímu pobřeží severního a východního pobřeží Afriky, k Sibiřskému moři, k Indii atd. Například Císař Karel IV., římský císař a český král v letech 1346–1378,nechal ve své době zesílit tehdejší hlavní cesty, odtud má silnice i svůj název (silná cesta = silnice). Kolem roku 1430 se například přes 90 procent dálkového obchodu mezi Augsburgem a Benátskou republikou uskutečňovalo po trase známé jako „dolní silnice“ s 6 500 nákladními vagóny ročně. Na řadě míst vidíme dodnes staré silnice, což jsou historické pozemní dopravní cesty, které vznikly před moderními dálnicemi. Tyto silnice sloužily jako obchodní a vojenské cesty. Silnice často využívá pro překonání terénních překážek různých staveb, jako jsou například mosty. Některé staré ulice byly důmyslně vytyčeny a lze je i dnes rozpoznat podle jejich rovného průběhu v ploché a zvlněné topografii, stejně jako podle stop inženýrských staveb ve strmém terénu. Patří mezi ně např. římské silnice. Velká část starých cest byla později zpevněna s minimálním úsilím nebo upravena jako nezpevněné přírodní cesty. V hornatém terénu probíhaly tyto silnice většinou podél rozvodí, buď po hřebeni, nebo souběžně se svahem. Mnoho starých obchodních cest vedlo však pouze přes vysoké hory jako stezky pro muly. Překročení státních a jiných územních hranic bylo i nadále příležitostí pro pohraniční a celní stanice pro vybírání odpovídajících různých poplatků jako jsou např. vstupní ceny.

## Obchodní cesty a průmyslové revoluce

### Autodoprava- silnice a dálnice

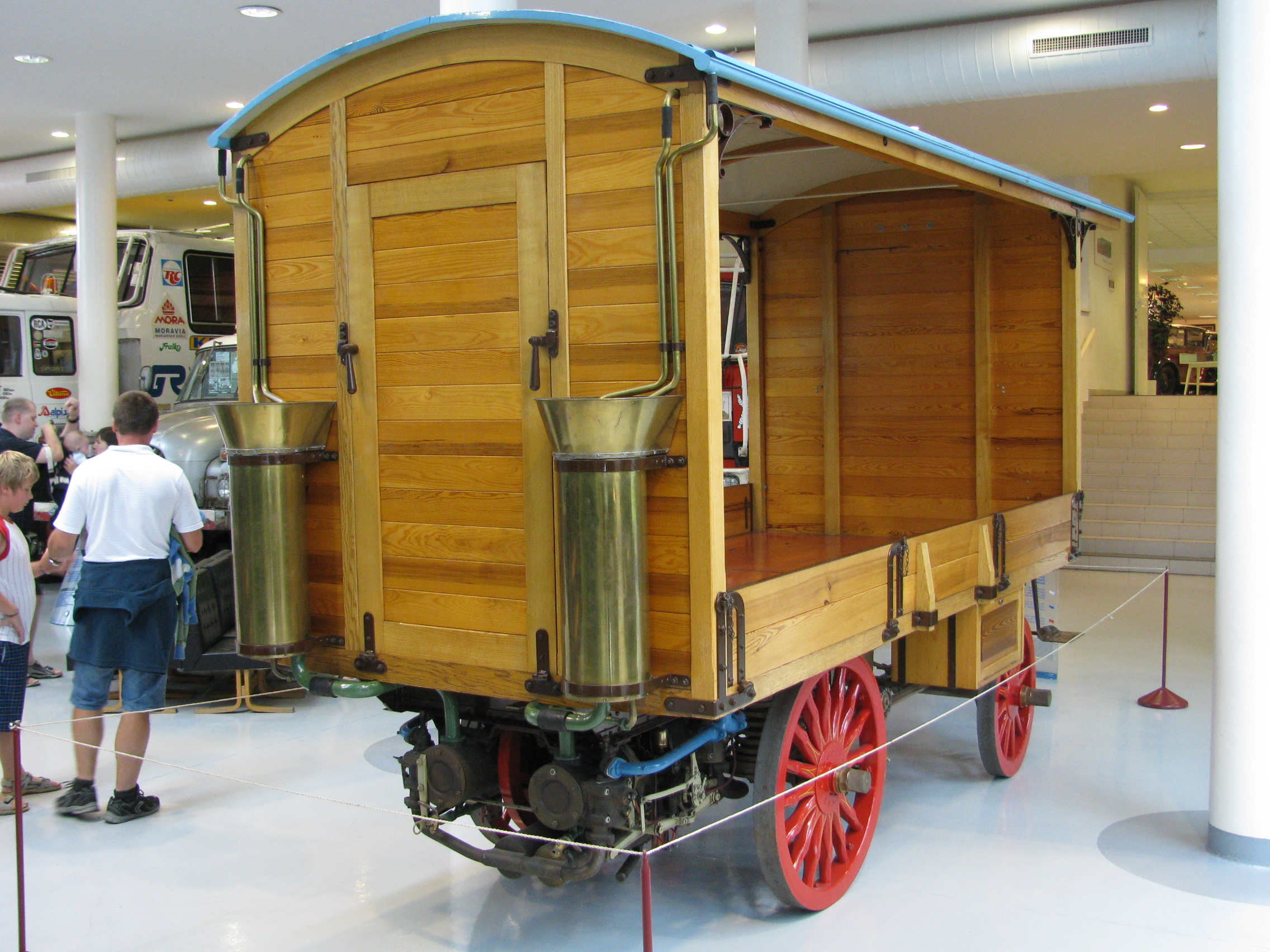
První nákladní vůz - musejní exemplář

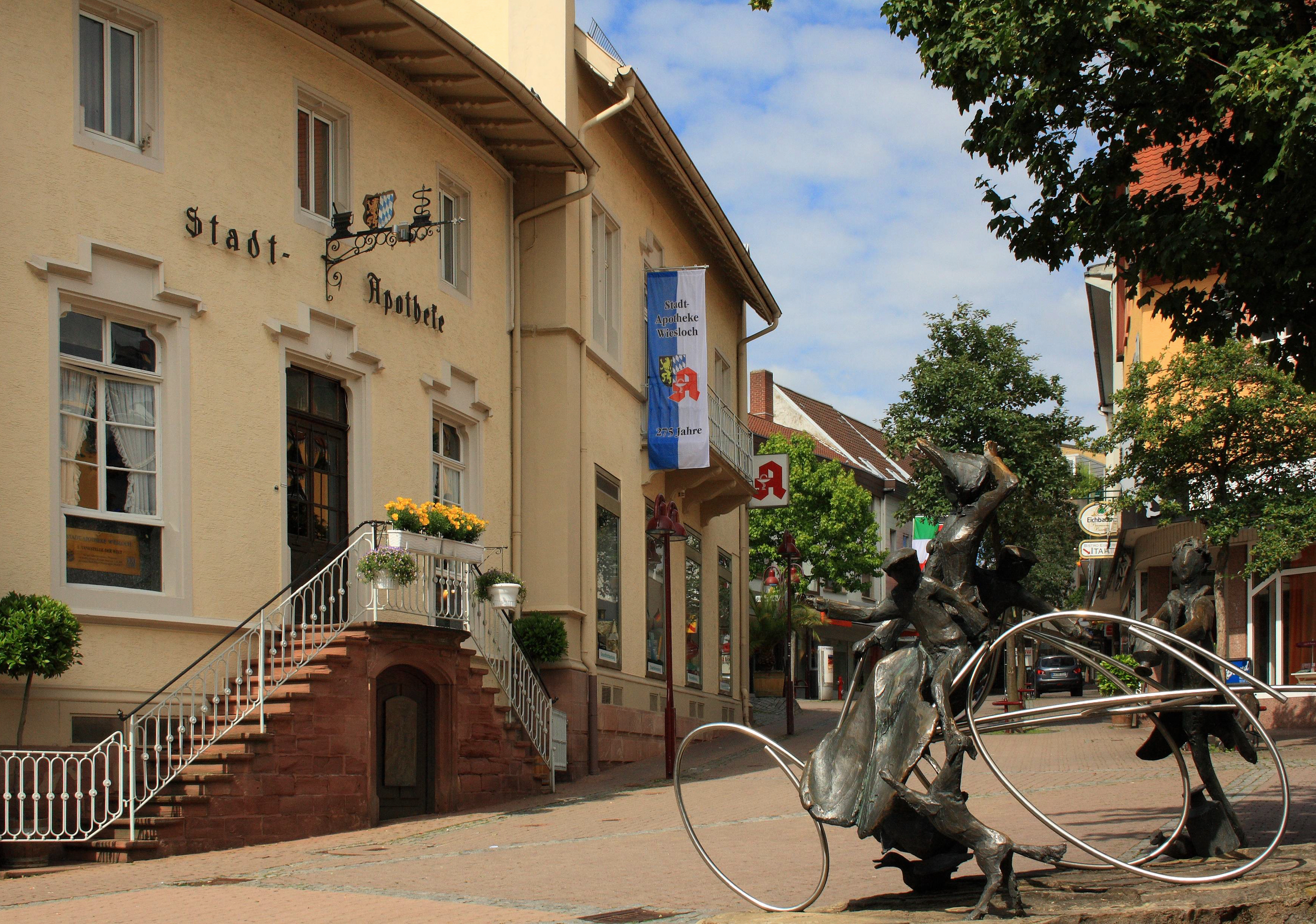
První tankovací stanice u městské lékárny ve Wieslochu

Historie automobilů se začala psát teprve koncem 18. století, kdy byly realizovány první úspěšné pokusy s vozidly poháněnými parním strojem. Zvrat nastal ve druhé polovině 19. století, kdy se konstruktérům podařilo zprovoznit první spalovací motory. V letech 1862 až 1866 vyvinul Nicolaus Otto první čtyřdobý spalovací motor. Vlastní vývoj dnešních automobilů začal v roce 1885 Karl Benze nechal patentovat svoji motorovou tříkolku. V roce 1887 zcela nezávisle na Karlu Benzovi začal automobily stavět také Gottlieb Daimler. V roce 1897 si pak Němec Rudolf Diesel sestrojil první provozuschopný vznětový motor. Teprve v těchto letech začíná nástup moderního automobilismu.
V 19. století se stavěly silnice štěrkové, podložené několika druhy hrubého štěrku, s rozvojem automobilové dopravy ve 30. až 60. letech 20. století se stavěly dlážděné silnice. V té době se začínají objevovat i první dálnice, po první italské dálnici Autostrada dei Laghi následovaly především dálnice postavené ve 30. letech v Německu z betonu a v 50. letech Mezistátní dálniční systém D. Eisenhowera v USA. Časem byly beton i dlažba nahrazeny asfaltem, ze kterého se staví povrch silnic i dálnic dodnes. V Evropě je v současnosti ve výstavbě celoevropská dálniční síť. To se týká hlavně nových členských zemí EU a částečně i jejich kandidátských zemí. S rozvojem automobilové silniční přepravy se začalo ve větší míře využívat kontejnerů. První kontejnery byly použity v Anglii, ve větším množství je začala používat americká armáda po druhé světové válce. V roce 1972 schválilo IMCO (dnes IMO International Maritime Organization) pro běžné používání certifikaci (CSC Plate). Kontejnery pomohly zkrátit přepravu zboží díky manipulaci o polovinu. Úhrada za užívání silnic se liší dle jednotlivých zemí a vybírá se jako „poplatek za průjezd“, který – známý také jako mýtné – slouží k výstavbě a údržbě silnice.

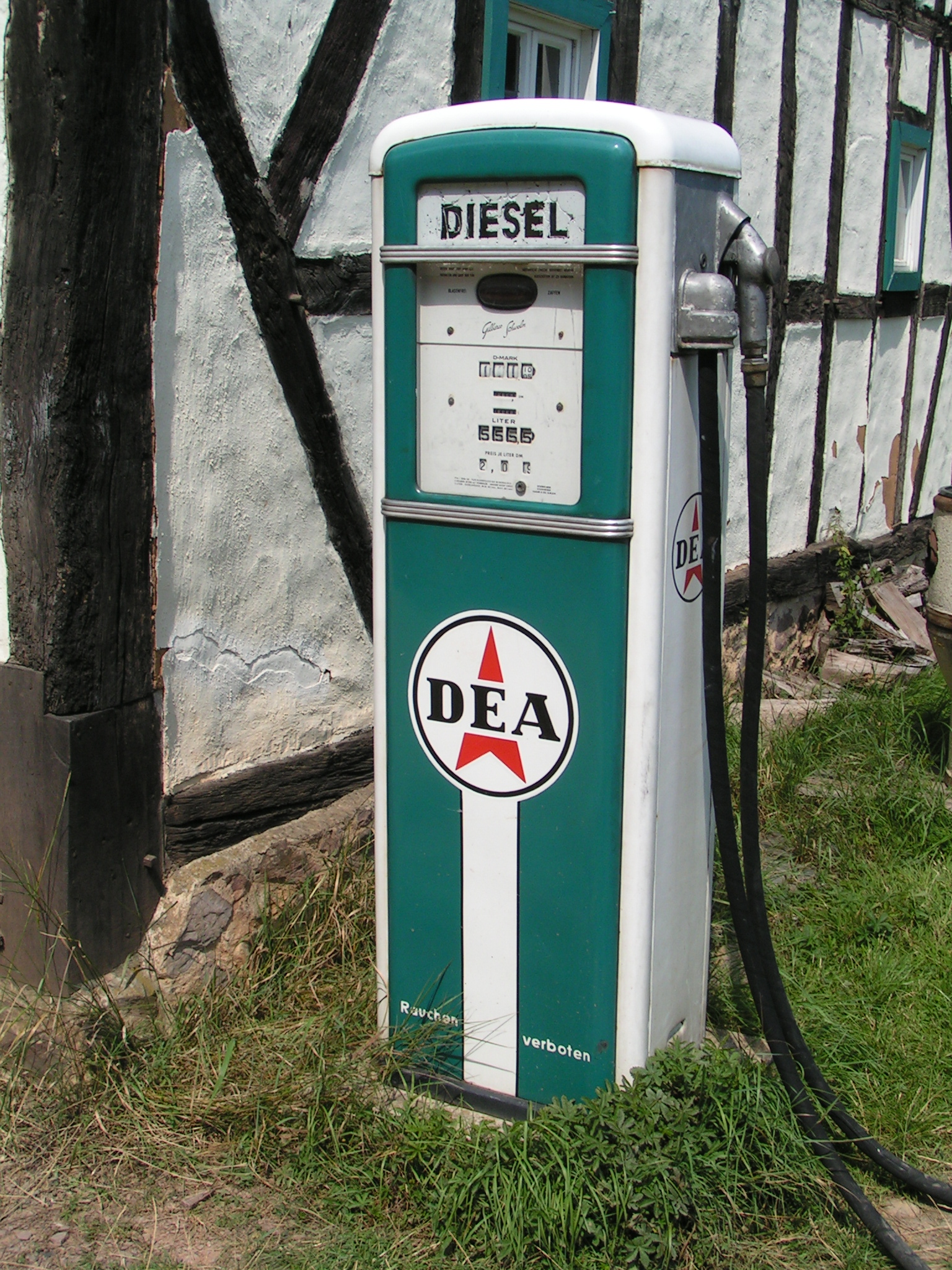
Historická benzinová pumpa

Když byly zkonstruovány první spalovací motory, benzín a další paliva, jako byl petrolej, byly k dispozici pouze v lékárnách. Na začátku srpna 1888 nakoupila lékárna ve Wieslochu benzin a prodávala jej na cestě z Mannheimu do Pforzheimu. Je proto pojmenována jako první „benzinová pumpa“ na světě. První dochovaný adresář čerpacích stanic v Německu pochází z roku 1909. Je to seznam 2500 drogerií, obchodů s potravinami, prodejen jízdních kol, hotelů a restaurací, které měly k dispozici benzín. Benzín se tehdy plnil do jakékoliv nádoby. V důsledku toho docházel často k vážným nehodám způsobeným vznícením paliva. Lidé často při nalévání paliva do nádrže vozidla kouřili. Z těchto důvodů také začaly vznikat normy. V prvních desetiletích se užívala většinou jednoduchá sudová čerpadla, která se ještě dlouhou dobu používala v domácí garáži. Teprve později se objevily sloupy ručních pump s benzinovými nádržemi zapuštěnými pod úrovní ulice nebo chodníku, v roce 1917 dal Standard Oil of Indiana  typ jednotky na čerpací stanici, který existuje s úpravami dodnes.

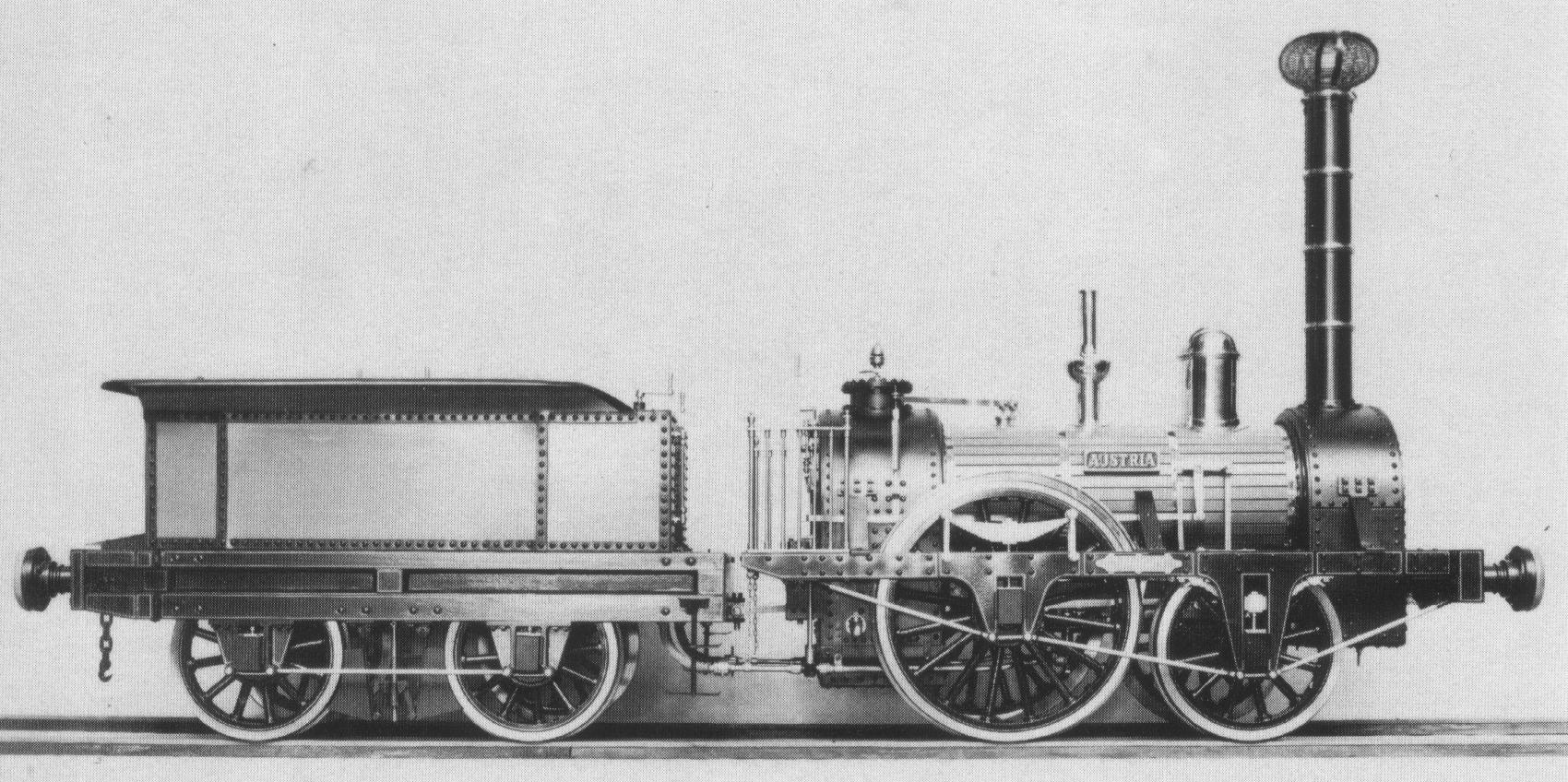
První rakouské lokomotivy Austria a Moravia, která roku 1841 poprvé přijela na území dnešní ČR

### Železnice
V 19. století dochází k zásadním změnám a začíná se postupně prosazovat železniční doprava. Počátkem století, roku 1804, došlo k prvnímu strojnímu pohonu v kolejové dopravě, když Richard Trevithick uvedl do provozu první parní lokomotivu. První veřejná železnice pak zahájila provoz v Anglii v roce 1825 ze Stocktonu do Darlingtonu. Mimo zboží také poprvé v historii přepravovala železnice i osoby. Kola železničních vozů měla stejné okolky, jako mají dnešní vozy a měla dnešní normální rozchod 1435 mm. Rychlý nástup železnice ilustruje výstavba dalších železnic. I po rozdělení Polska dochází k propojení význačných měst různých říší. Kolej na tzv. Varšavsko-vídeňské trati zahájila provoz po výstavbě v letech 1840 až 1848 ( délka 327,6 km). Trať mezi Varšavou a Petrohradem, která měla 1 333 km zahájila provoz 1862 a Transsibiřská dráha v délce 9 288 km zahájila provoz po 26 letech roku 1905 a spojila tak bez přerušení břehy Atlantského a Tichého oceánu. Železnice se stala atraktivní díky mnohem nižším externím nákladům než silniční doprava. U nákladní dopravy jsou tyto náklady pouze šestinové, u osobní dopravy je to v přepočtu asi čtvrtina. Tento poměr se však v průběhu let měnil.

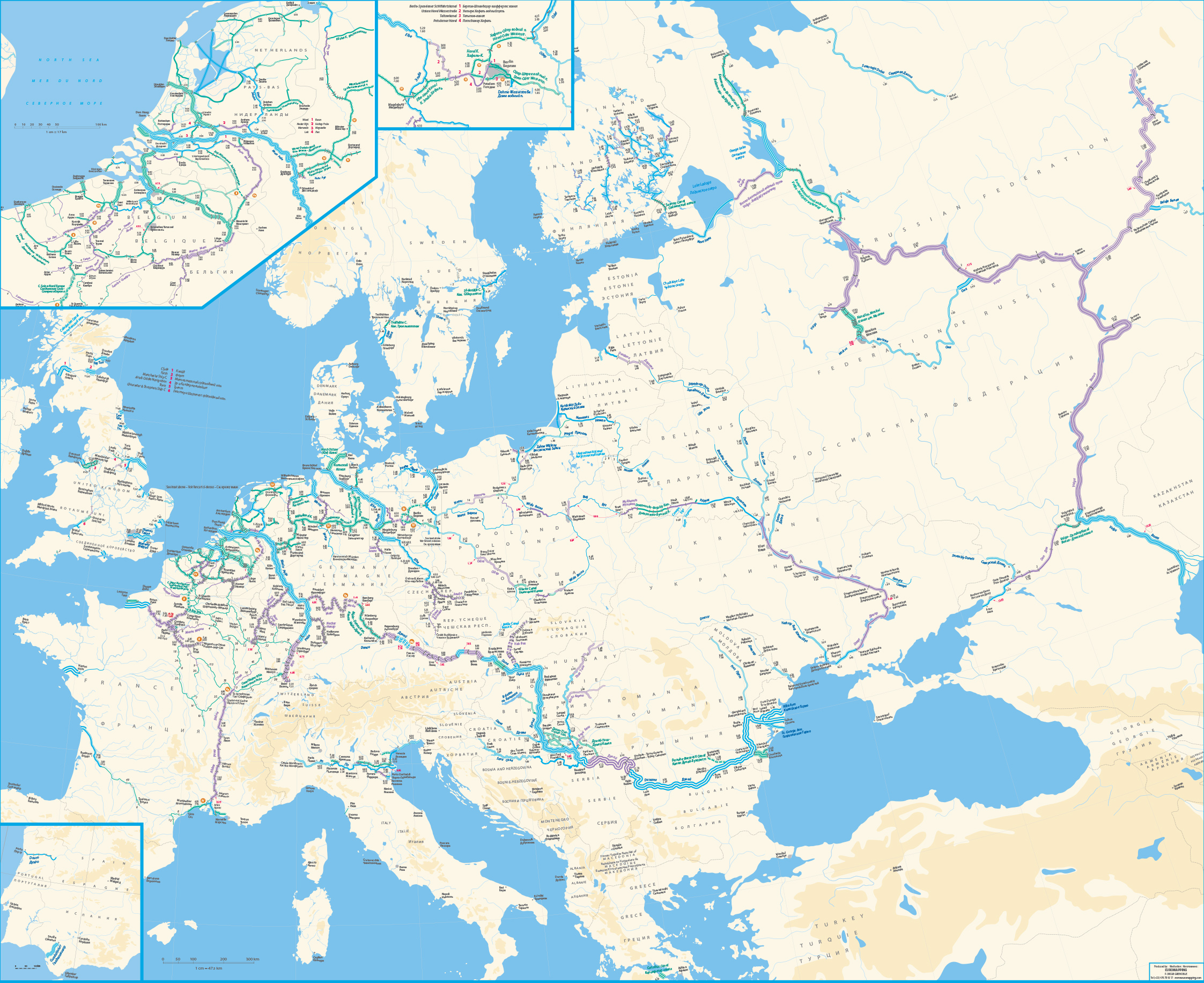
Evropské vodní cesty - rok 2012

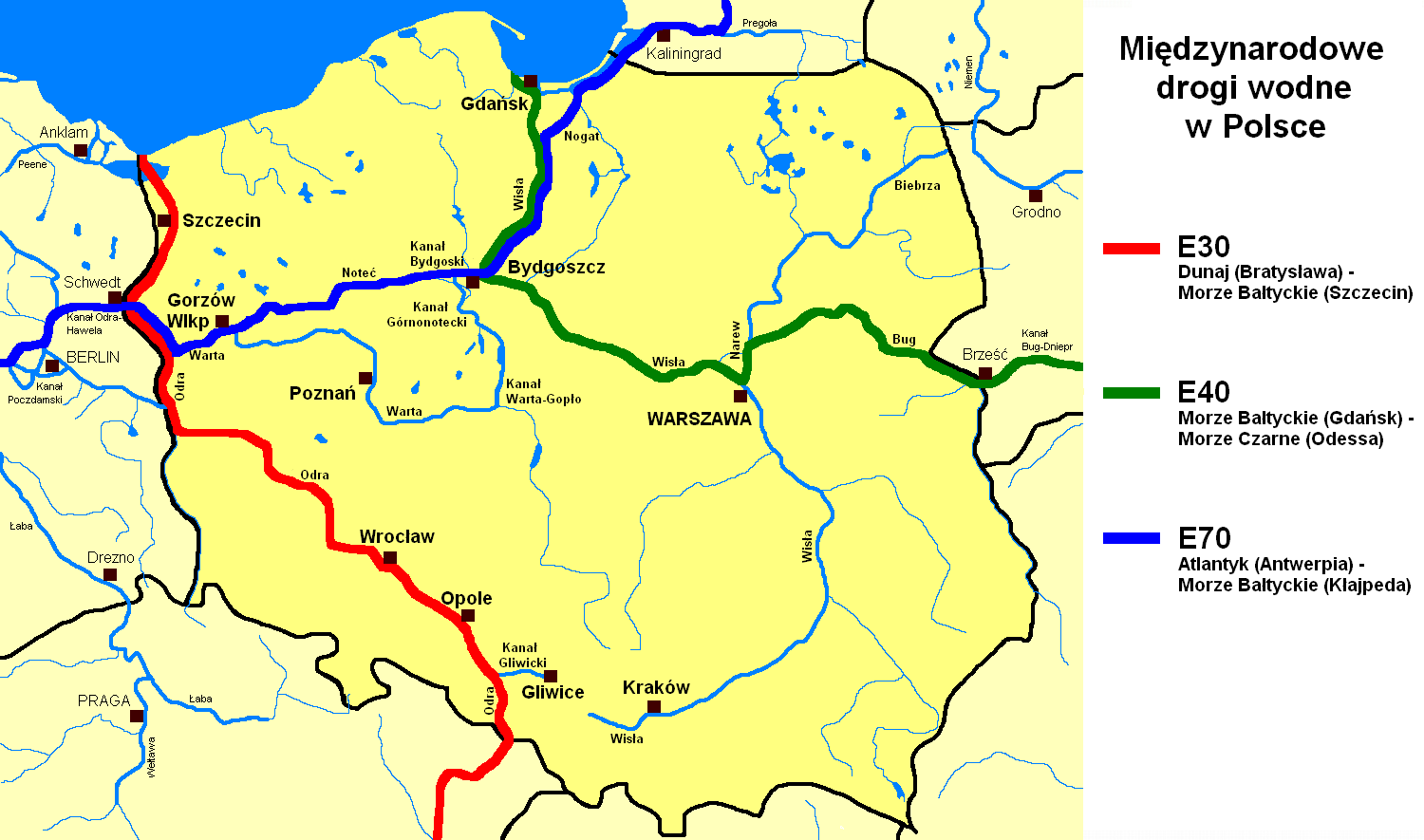
Polské vodní kanály Odra - Visla

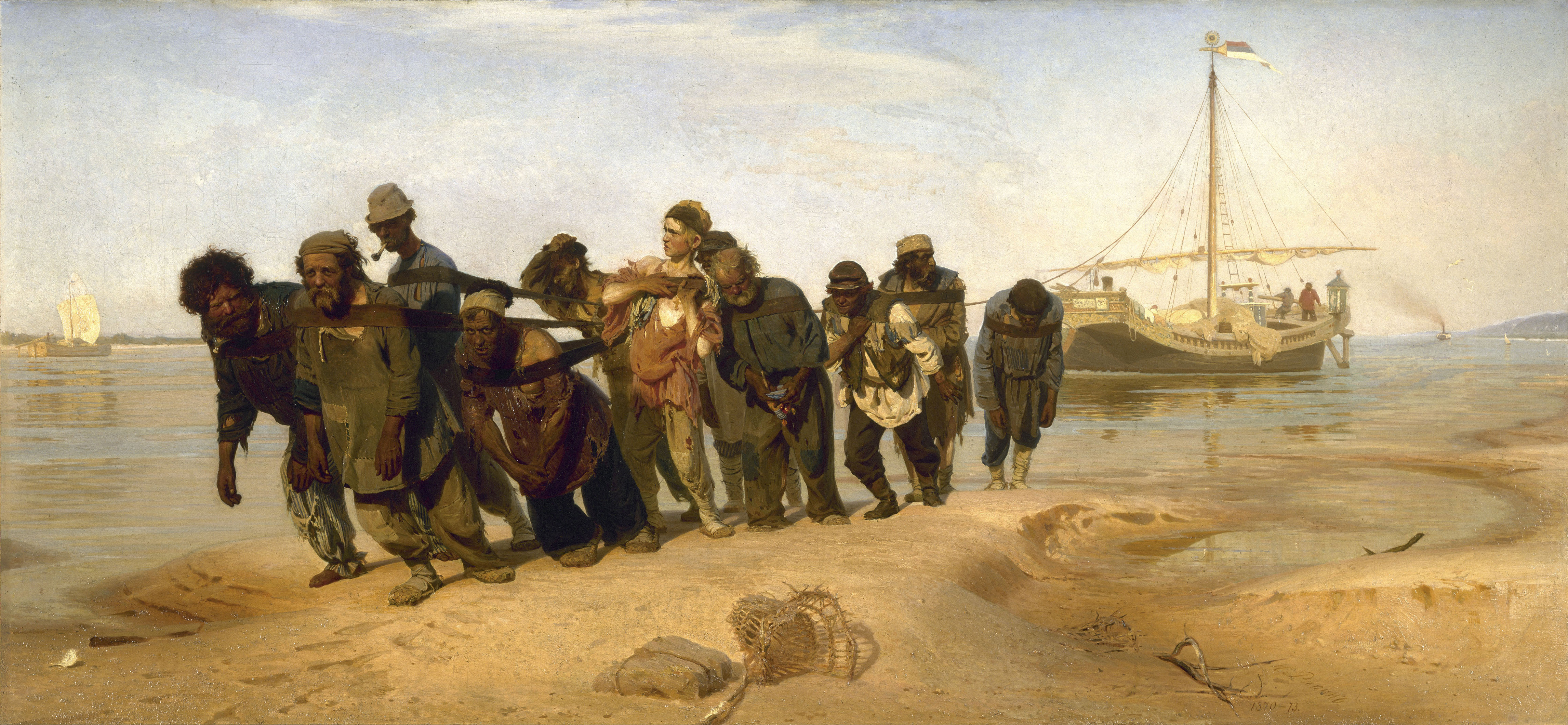
Burlaci na Volze - Ilia Efimovich Repin (1844–1930)

### Vodní cesty - lodní doprava
První archeologicky doložená vesla jsou stará 10 tisíc let a první doložené lodě jsou staré přes 8000 let. V průběhu historie se stavba lodí neustále zdokonalovala. Původní pohon silou lidských svalů nahradilo stále dokonalejší oplachtění lodí - plachetnic. Pro obchodní cesty se od starověku až do počátku 20. století budovaly umělé kanály a průplavy, které často doplňovaly přirozenou říční síť a spojovaly splavné řeky. Přeprava, která byla dříve zabezpečována plavením a při které byly využívány velké řeky jako jsou Rýn, Dunaj nebo Volha se počala postupně měnit. V roce 1784 došlo například k propojení Odry a Visly. Tento přelom je vidět na slavném obraze Ilji Jefimoviče Repina Burlaci na Volze z let 1870 až 1873. Velký význam počaly mít také obchodní cesty na řekách. Rýn spolu s Dunajem tvořily většinu severní hranice Římské říše (podél řeky existovaly Dolnogermánský limes a Hornogermánský limes). Od té doby se začaly používat řeky jako důležitá vodní cesta hluboko do vnitrozemí. Rýn je postupně spojen kanály s Dunajem, Rhônou, Marnou, Vezerou, Labem a Emží. Vodní doprava začala být možná také na přítocích Neckaru, Mohanu, Lahnu, Mosele, Ruhru. Celková délka vodních cest v povodí řek činila posléze 3000 km. Význačné místo zaujala v historii také čínská Žlutá řeka, jejíž délka vodní dopravy je v délce 790 km, především ve Velké čínské rovině. Také Amazonka v Jižní Americe je splavná v délce 4 300 km až k soutěsce Pongo de Manseriche. A až do Manausu (1 690 km) je splavná i pro velké oceánské lodě.
Změny počaly nejen na řekách, ale i na mořích. Dne 25. března 1859 byla slavnostně zahájena na středomořském pobřeží v místě, kde později vznikl Port Said stavba Suezského kanálu. Na pustém místě se musel nejprve postavit malý přístav, sklady a ubytovny pro dělníky, kterých na stavbě pracovalo až 34 tisíc. Všechen materiál se přivážel z Evropy, vodu a potraviny přiváželo až 1 800 velbloudů. Zpočátku hloubili průplav dělníci ručně, vytěžený materiál se přenášel v koších. Teprve postupně vznikaly parní bagrovací lodě a mechanické transportéry, které bylo třeba nejprve zkonstruovat a vyrobit. Na stavbě se vystřídalo asi 1,5 milionu pracovníků, zprávy o lidských obětech (údajně až 120 tisíc mrtvých) jsou však silně přehnané. Stavba probíhala 10 let, původní rozpočet byl více než dvojnásobně překročen. Průplav byl slavnostně otevřen 17. listopadu 1869. V roce 1914 došlo k otevřené Panamského kanálu, který obchodní cesty velice zefektivnil.
Až do vzniku železnice v 19. století byla lodní doprava jediný prostředek k přepravě většího množství zboží a surovin. Během 19. a 20. století nahradil parní stroj a různé druhy spalovacích motorů a turbín pohon lodí. S rozvojem železniční, automobilové a letecké dopravy význam osobní lodní dopravy poklesl, avšak v dopravě zboží a surovin na velké vzdálenosti hraje stále velkou roli. V roce 2016 bylo registrováno přes 49 tisíc obchodních lodí s celkovém výtlakem téměř 1,8 miliardy tun. Z toho 28% z nich byly tankery, 43% lodě pro dopravu volně loženého substrátu,(hlavně rud a uhlí) a 13% kontejnerových lodí. Tyto lodi přepravily za rok 7,4 miliard tun zboží.